# مذبحة أساتذة لفيف

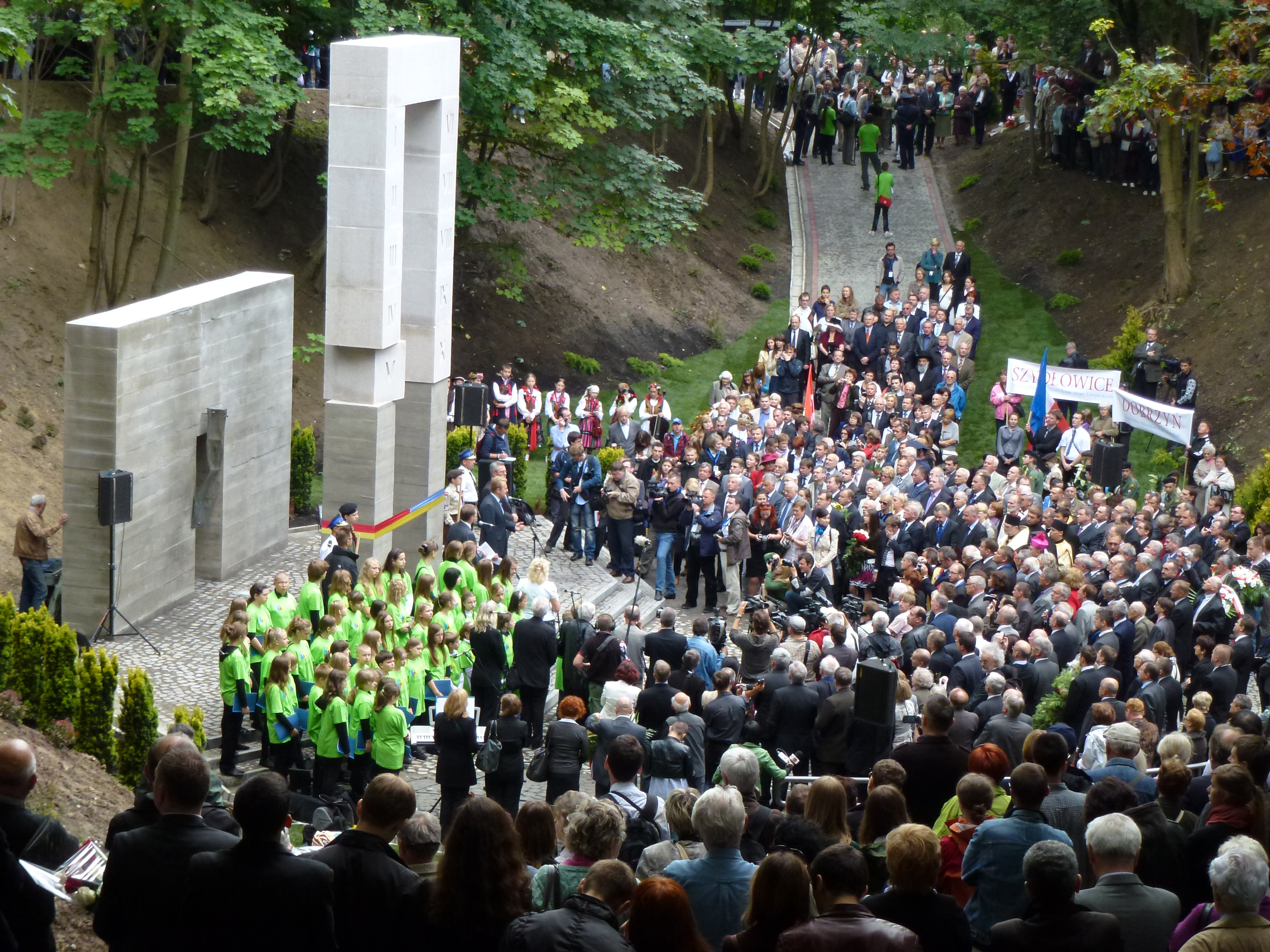

في يوليو من عام 1941، قُتل 25 أكاديميًا بولنديًا من مدينة لفيف مع عائلاتهم على يد قوات احتلال النظام النازي. كان النازيون يأملون في منع النشاط المناهض للنازية وإضعاف عزيمة حركة المقاومة البولندية من خلال استهداف المواطنين والمثقفين البارزين بهدف القضاء عليهم. وفقًا لشاهد عيان، نُفذت عمليات الإعدام بواسطة وحدة الآينزاتسغروبين تحت قيادة كارل إيبرهارد شونغارث بمشاركة مترجمين أوكراني يرتدون الزي الألماني.

## الخلفية
قبل سبتمبر من عام 1939 والغزو النازي لبولندا، كانت لفيف، التي كانت آنذاك تقع في الجمهورية البولندية الثانية، تضم 318 ألف نسمة من مجموعات إثنية ودينية مختلفة، كان 60% منهم بولنديون و30% كانوا يهود ونحو 10% أوكرانيون وألمان. كانت المدينة واحدة من أهم المراكز الثقافية في بولندا ما بين الحربين، إذ كانت تضم خمسة مرافق تعليمية من بينها جامعة لفيف وكلية لفيف للفنون التطبيقية. وكانت موطنًا للعديد من المثقفين اليهود البولنديين والبولنديين والنشطاء السياسيين والثقافيين والعلماء وأعضاء النخبة المثقفة في فترة ما بين الحربين.
بعد احتلال السوفيت للفيف في سبتمبر من عام 1939، أعيدت تسمية جامعة لفيف تكريمًا لإيفان فرانكو، شخصية أدبية أوكرانية كبيرة عاشت في لفيف، وتغيرت لغة التعليم من البولندية إلى الأوكرانية. استولت القوات الألمانية على لفيف في 30 يونيو عام 1941 بعد الغزو الألماني للاتحاد السوفيتي. إلى جانب وحدات الفيرماخت الألمانية، دخل إلى المدينة عدد من تشكيلات الأبفير والشوتزشتافل. خلال الاحتلال النازي، قُتل ما يقارب 120 ألف يهودي من سكان المدينة داخل غيتو المدينة أو في معسكر بيلزيك للإبادة. مع نهاية الحرب، نجا من الموت ما بين 200 حتى 800 يهودي فقط.
بهدف السيطرة على السكان، احتُجز مواطنون ومثقفون بارزون، بولنديون ويهود على وجه التحديد، إما في الغيتوات أو نُقلوا إلى مواقع الإعدام مثل سجن الغيستابو في شارع بيلزينسكا وسجن بريغيدكي والسجن العسكري السابق في زامارستينوف وإلى الحقول المحيطة بالمدينة، في ضاحية وينيكي وتلال كورتوموفكا والمقبرة اليهودية. كان العديد من القتلى قادة بارزين في المجتمع البولندي: سياسيون وفنانون وأرستقراطيون ورياضيون وعلماء وكهنة وحاخامات وأعضاء آخرون من النخبة المثقفة. يعتبر هذا القتل الجماعي بمثابة إجراء وقائي لإبقاء المقاومة البولندية مشتتة ولمنع البولنديين من التمرد ضد الحكم النازي. كان ذلك استمرارًا مباشرًا للإيه بي أكتون الألمانية في بولندا، إحدى المراحل الباكرة من جنرالبلان أوست، بعد بدء الحملة الألمانية ضد الاتحاد السوفيتي وقع النصف الشرقي من بولندا قبل الحرب تحت الاحتلال الألماني بدلًا من احتلال الاتحاد السوفيتي. كان القتل الجماعي للأساتذة البولنديين مع بعض أقاربهم وضيوفهم، والذي نُفّذ في بداية يوليو من عام 1941 إحدى أولى الجرائم النازية في لفيف.

## التاريخ
بحلول 2 يوليو 1941، استمرت عمليات الإعدام المخطط لها. نحو الساعة الثالثة ظهرًا، اعتُقل البروفيسور كازيميرز بارتل من قبل أحد وحدات القتل المتنقلة العاملة في المنطقة. في ليلة 3\4 يوليو، ألقت المفارز الألمانية، وكانت كل منها تتألف من ضابط وعدة جنود ومرشدين أوكرانيين ومترجمين فوريين، القبض على عشرات الأساتذة وعائلاتهم. أعِدت القوائم من قبل الطلاب الأوكرانيين المرتبطين بتنظيم القوميين الأوكرانيين. كان بعض الأساتذة المذكورين في القوائم قد توفوا أساسًا، وتحديدًا آدم بيدنارسكي ورومان ليسزينسكي. وكان من بين المعتقلين رومان رينكي، مدير عيادة الأمراض الباطنية بجامعة لفيف، الذي احتُجز في سجن إن كيه في دي، وكان اسمه أيضًا على قائمة السجناء السوفيت المحكوم عليهم بالإعدام. نُقل المعتقلون إلى مهجع أبراهاموفيتش حيث، على الرغم من النية الأولية لقتلهم، عُذبوا واستجوبوا.